# 291. Infanterie-Division (Wehrmacht)
Die 291. Infanterie-Division (291. ID) war ein Großverband des Heeres der deutschen Wehrmacht im Zweiten Weltkrieg.

## Geschichte

### Aufstellung
Die 291. ID wurde im Februar 1940 auf dem Truppenübungsplatz Arys im Wehrkreis I als Teil der 8. Aufstellungswelle aufgestellt. 

### Westfeldzug
Kurze Zeit später nahm sie am Westfeldzug teil. 

### Abgabe von Truppenteilen an die 306. ID
Zur Auffüllung der 306. ID gab sie folgende Bataillone ab: I./IR 504, I./IR 505, I./IR 506 und III./AR 291. Diese wurden ersetzt.

### Unternehmen Barbarossa

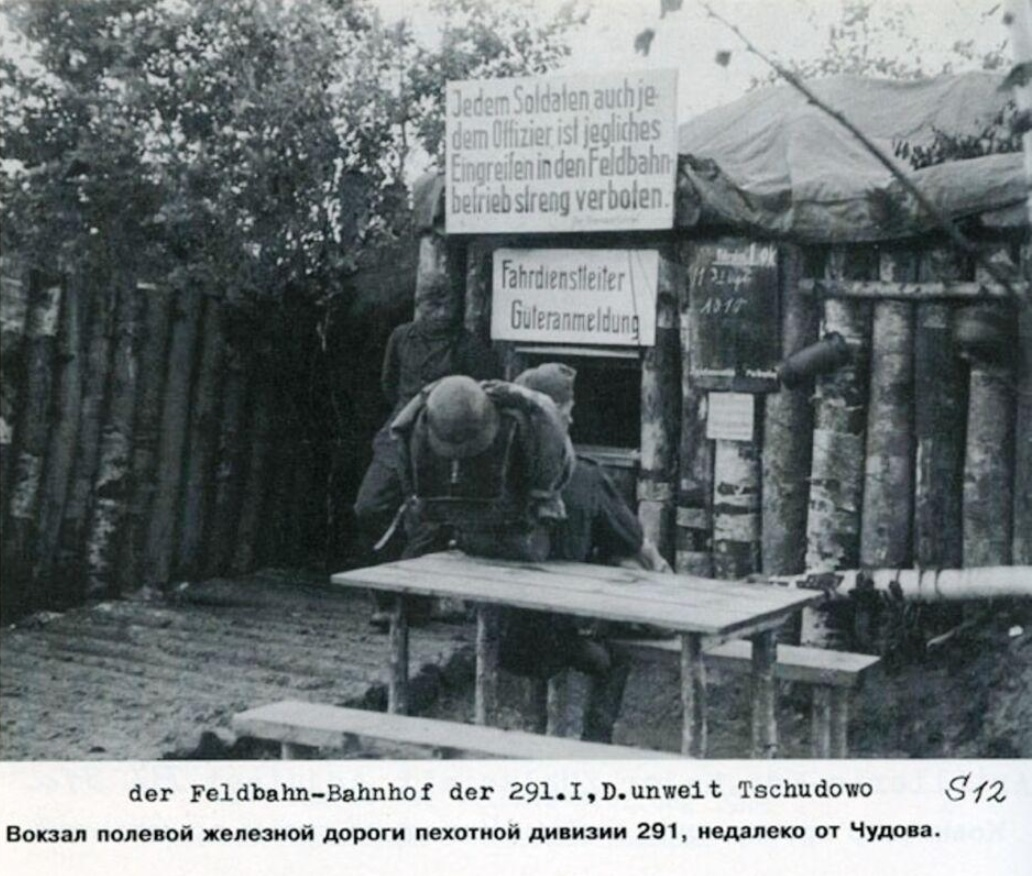
Der Feldbahn-Bahnhof der 291. Infanterie-Division unweit Tschudowo an der Ostpreußenbahn.

Im Juni 1941 nahm die Division unter General Kurt Herzog während des Unternehmens Barbarossa im Rahmen des XXVI. Armeekorps der 18. Armee im Abschnitt der Heeresgruppe Nord am Überfall auf die Sowjetunion teil. Die Elch-Division erlangte beim Vorstoß durch das Memelland und die baltischen Staaten ein Marschtempo von 70 Kilometern innerhalb von 34 Stunden und hatte den Auftrag, Verbände der Roten Armee in der Küstenregion zu bekämpfen.
Am 24. Juni 1941 kam es in Libau zu schweren Kämpfen mit der 67. Schützen-Division und Marine-Stoßtruppeinheiten unter Kapitänleutnant von Diest. Libau und seine Befestigungen fielen nach erbittertem Straßenkampf erst am 29. Juni 1941 und die 291. ID konnte ihren Vormarsch auf Riga fortsetzen, wo sie zusammen mit der 1. ID die Stadt einnahm.
Im Juli und August 1941 sicherte die 291. ID die eroberten Gebiete in Estland. Danach wurde sie dem XXXVIII. Korps am Brückenkopf von Oranienbaum unterstellt und brach in den ersten Verteidigungsgürtel um Leningrad im September 1941 bei Ropscha und den Duderhofer Höhen ein. Danach schwenkte sie auf Peterhof am Finnischen Meerbusen um und zerstörten eine sowjetische Bunkerlinie bei Ropscha im Norden des Leningrader Verteidigungsgürtels.

### Wolchow
Im Oktober 1941 war sie gegen die 2. Stoß-Armee unter General Wlassow an der Wolchow-Stellung im Einsatz. 
Im Januar 1942 brachen Ski-Bataillone dieser Armee bei Temperaturen von −42 °C durch den Abwehrgürtel der 291. ID am Fluss Tigoda durch; dabei wurde am 4. Januar 1942 der Regimentskommandeur des IR 505 Oberst Lohmeyer durch eine sowjetische Mörsergranate getötet. Sein Nachfolger Oberst Hesse konnte die Einbruchstelle wieder schließen.

### Leningrad
Während der Belagerung von Leningrad wurde die 291. ID in statische Stellungskämpfe bei schwersten Witterungsbedingungen gebunden, die während des Jahres 1942 anhielten. 
Im Dezember 1942 unternahm die 291. ID einen vergeblichen Versuch, eingeschlossene Einheiten bei Welikije Luki zu befreien.
1943 wurde die 291. ID an dem noch relativ ruhigen Frontabschnitt nördlich von Nowgorod an der Verbindungsstelle der Heeresgruppen Nord und Mitte eingesetzt. Während des Winters wurde ein Grenadier-Bataillon in ein Ski-Bataillon und später in eine Radfahr-Einheit umgerüstet. Im September 1943 wurde die Division nach Süden in die Ukraine verlegt, um Kiew gegen den Vorstoß der Roten Armee zu verteidigen. Sie kämpfte dabei im Raum um Korosten. 

### Hube-Kessel
1944 nahm die Division an den Ausbruchskämpfen aus dem Hube-Kessel teil. 

### Vernichtung
Im Januar 1945 wurde sie bei Tschenstochau am Weichselbogen von Schukows 1. Ukrainischer Front überrannt und vernichtet.

## Gliederung
- Infanterie-Regiment 504
- Infanterie-Regiment 505
- Infanterie-Regiment 506
- Artillerie-Regiment 291
- Schnelles Bataillon 291
- Feldersatz-Bataillon 291
- Pionier-Bataillon 291
- Nachrichten-Abteilung 291
- Divisions-Nachschubführer 291

## Personen
| Dienstzeit                        | Dienstgrad      | Name           |
| --------------------------------- | --------------- | -------------- |
| 6. Februar 1940 bis 10. Juni 1942 | Generalleutnant | Kurt Herzog    |
| 10. Juni 1942 bis 15. Januar 1944 | Generalleutnant | Werner Goeritz |
| 15. Januar bis 10. Juli 1944      | Generalmajor    | Oskar Eckholt  |
| 10. Juli 1944 bis 27. Januar 1945 | Generalmajor    | Arthur Finger  |

| Dienstzeit                          | Dienstgrad           | Name                           |
| ----------------------------------- | -------------------- | ------------------------------ |
| 8. Februar 1940 bis 5. Januar 1941  | Hauptmann            | Christian Müller               |
| 5. Januar 1941 bis 10. Mai 1943     | Major/Oberstleutnant | Wilhelm von Roeder             |
| Mai 1943 bis Dezember 1943          | Oberst               | Walther Freiherr von Uckermann |
| 1944 bis April 1944                 | Major                | Friedrich-Karl Walters         |
| April bis August 1944               | Major                | Helmut Eger                    |
| 1. August bis 30. September 1944    | Major                | Eduard von Schuh               |
| 30. September bis 20. November 1944 | Oberst               | Wilhelm Heß                    |
| 20. November 1944 bis 1945          | Oberstleutnant       | Lothar Orlik                   |

## Auszeichnungen
Insgesamt wurden 15 Angehörige der 291. ID mit dem Ritterkreuz ausgezeichnet und 55 mit dem Deutschen Kreuz in Gold.

## Bekannte Divisionsangehörige
- Carl Anders war vom 6. Februar 1940 bis 28. Oktober 1940 Kommandeur des 1. Bataillons des 505. Infanterie-Regiments.
- Wilhelm Heß (1907–1997), war von 1962 bis 1968, als Generalmajor des Heeres der Bundeswehr, Befehlshaber im Wehrbereich VI
- Wilhelm von Roeder (1907–1972), war von 1961 bis 1965, als Brigadegeneral des Heeres der Bundeswehr, Abteilungsleiter im NATO-Hauptquartier AFCENT in Fontainebleau